# Un'ora con... (Raffaella Carrà)
Un'ora con... ventitreesima raccolta italiana di Raffaella Carrà, pubblicata nel 2012 dall'etichetta discografica Sony Music Columbia.

## Descrizione
Antologia di successi per la serie economica Un'ora con... su CD a lunga durata (un'ora), composta quasi esclusivamente di brani cantati in italiano (eccetto El Borriquito).
Non contiene inediti, non è mai stata promossa dall'artista e non è disponibile per il download digitale o per lo streaming.

## Tracce
1. Rumore – 3:30 (testo: Andrea Lo Vecchio – musica: Guido Maria Ferilli)
2. Tanti auguri – 3:50 (testo: Gianni Boncompagni, Daniele Pace – musica: Gianni Boncompagni, Paolo Ormi)
3. A far l'amore comincia tu (Liebelei) – 2:42 (testo: Daniele Pace – musica: Franco Bracardi)
4. E salutala per me – 4:35 (testo: Gianni Boncompagni – musica: Franco Bracardi)
5. El Borriquito – 3:40 (Peret [2])
6. Tuca tuca – 2:38 (testo: Gianni Boncompagni – musica: Franco Pisano)
7. Latino – 3:26 (testo: Gianni Belfiore – musica: Gianni Boncompagni, Paolo Ormi)
8. Abbracciami – 4:02 (Guido Maria Ferilli)
9. Domani – 3:28 (testo: Gianni Belfiore – musica: Franco Bracardi)
10. Drin drin – 3:33 (testo: Gianni Belfiore, Gianni Boncompagni – musica: Franco Bracardi)
11. Voglio tutto, soprattutto te (Whisky a go go) – 4:24 (testo: Cristiano Malgioglio – musica: Michael Sullivan, Paulo Massadas)
12. Ma che sera – 3:31 (Gianni Boncompagni)
13. Mi sento bella – 3:41 (testo: Gianni Boncompagni – musica: Paolo Ormi)
14. Sono nera – 3:45 (testo: Gianni Boncompagni – musica: Gianni Boncompagni, Paolo Ormi)
15. Din don dan – 3:04 (testo: Roberto Lerici – musica: Gianni Ferrio)
16. Male – 3:45 (testo: Gianni Boncompagni, Andrea Lo Vecchio – musica: Shel Shapiro)
17. Ma che musica maestro – 3:16 (testo: Sergio Paolini, Stelio Silvestri – musica: Franco Pisano)